# 加藤哉子
加藤 哉子（かとう かなこ、5月8日生）は、日本の作詞家、歌手。北海道中川郡幕別町出身。北海道札幌西高等学校卒業、北海学園大学経済学部経営学科卒業。愛称は「かーちん」。

## 経歴
2000年5月、バンドCANNABISで（ボーカル担当）、ワーナーミュージック・ジャパンからメジャーデビュー。プロデュースは亀田誠治。シングル3枚、アルバム2枚をリリースするものの、2003年に解散。
2001年から2003年まで、MTVジャパン再開局当時の第1期VJとしても活動。
CANNABIS解散後は、コーラス参加や他アーティストへの作詞提供など、ボーカル以外の分野へも活動の幅を広げる。
2003年、平岡恵子（ex.桃乃未琴）と2人組ユニットのトリマトリシカを結成、2006年まで精力的に活動。その後は年に数回のペースでライブをしている模様。
2015年、くるり、YEN TOWN BANDにコーラスとして参加。2016年岸谷香にコーラスとして参加。

## 来歴
CANNABIS
シングル
- 「HOW TO LOVE ME」
- 「妄想R」
- 「経験」

アルバム
- ミニアルバム『COUNT DOWN』
- 『アストロダンス』
- 『次世代型歌集』

トリマトリシカ
- 『夢見るマトリシカ』
- 『torimtorishuk』
- 『melody』
- 『reborn』

### 作詞
- JUJUシングル『Wish for snow/奇跡を望むなら...Xmas story』収録（Wish for snow）
- Crystal Kayアルバム『Color Change!』収録（トキノカケラ）
- 中島愛シングル『ノスタルジア』収録（shining on）
- 玉置成実シングル「GIVE ME UP」
- Sotte Bosseミニアルバム『Way』収録（虹の渡る場所）
- 西野カナシングル「君に会いたくなるから」（西野カナと共作）
- 中島愛配信限定「Raspberry Kiss」（中島愛と共作）
- ビーグルクルーシングル『TOGETHER』収録（扉をひらいて）
- 西野カナアルバム『LOVE one.』収録）君に会いたくなるから）
- LADY BiRD feat. サラシングル「きっと...サヨナラ」（松本有加と共作）
- 玉置成実シングル「思い出になるの?」
- RSPシングル「旅立つキミへ」
- 超新星シングル「まごころ」
- 菅原紗由理シングル『素直になれなくて』収録（Stay With You）（GLOW）（菅原紗由理と共作）
- 豊崎愛生シングル「ぼくを探して」（CHARAと共作）
- 中島愛アルバム『I love you』収録(shining on)(Raspberry Kiss)(空色ラブレター)(タルタロス / エルテイルの少女featuring中島愛)
- LADY BiRDアルバム『STYLiST』収録（君じゃなきゃダメなのに）（Get Up）
- 菅原紗由理アルバム『Close to you』収録（So Long My Love）
- 露崎春女アルバム『Now Playing』収録（Still Of The Night）
- 菅原紗由理アルバム『Forever...』収録（My Sweet Home）（菅原紗由理と共作）
- チャン・グンソクシングル『Let me cry』収録（Let me cry）（Bye Bye Bye）
- 鈴木康博アルバム『一歩』収録（Stand By Me）
- 菅原紗由理シングル「明日になる前に」（菅原紗由理と共作）
- アリルアルバム「a littele prayer」収録　(Myself)（アリルと共作）
- チャン・グンソクアルバム『Just Crazy』収録(Stay)(Rain)(Let me cry)(Bye Bye Bye)(Abracadabra)(Tomorrow)
- 竹達彩奈シングル『♪の国のアリス』収録　(CANDY LOVE)
- 菅原紗由理アルバム『Open The Gate』収録（Beyond The Sky）
- 竹達彩奈アルバム『apple symphony』収録　(CANDY LOVE)(Drive My Car)(えぶりでぃメリークリスマス)(ライスとぅミートゅー)
- チャン・グンソクアルバム『Nature Boy』収録(Turn Off)(Save Me)(Like a Movie)
- やなわらばーアルバム『愛歌』収録(まばたき)
- 竹達彩奈シングル『わんだふるワールド』収録(わんだふるワールド)
- Ring-Tripシングル『LIFE GOES ON!/もう一度、もう一度、もう一度』収録(LIFE GOES ON!)
- 竹達彩奈シングル『齧りかけの林檎』収録(ふぁいっ!)
- 竹達彩奈アルバム『Colore Serenata』収録(ふぁいっ!)(わんだふるワールド)
- チャン・グンソクアルバム『モノクローム』収録(鳴らない目覚まし時計)(ロードレース)
- chayアルバム『ハートクチュール』収録(singin'in the rain)(Half Moon)(chayと共作)
- Ring-Tripシングル『旅のススメ〜Let's make a journey together!』収録(旅のススメ)(saude)(最高の休日)(あなたへ)
- ORβITアルバム『00』収録「Lazurite」
- HICOデジタルシングル「STRAWBERRY」
- ORβITミニアルバム『Enchant』収録「Flor Lunar」
- よんふんデジタルシングル「かみひこうき」（よんふんと共作）
- BUGVEL2ndシングル『Heartbreaker』収録「dawn」
- 中島愛 配信シングル『リルロマンティック feat. GUMI』収録曲「リルロマンティック feat. GUMI」[2]

### コンピレーション参加作品
eLEQUTE
- 『Q;uriosity~ Wild Wild Winter!/Spring!』
- 『Q;uriosity~ Digital Summer Love Collection』
- 『Q;uriosity~ Baby House Cover Collection』

off the record productions収録（jaja）

### コーラス
- 鶴 『浪漫CD』
- 光永泰一朗アルバム『ぼくはここにいるよ』収録　あしたへ
- 水樹奈々アルバム『GREAT ACTIVITY』収録　Promise on Chiristmas
- RSPシングル「感謝。」収録　HOMIE
- Superflyアルバム『Superfly』収録　I Remember
- ピストルバルブシングル「unofficial」収録 unofficial,遠くに花火
- Chiaki Kuriyamaシングル「流星のナミダ」収録　結界インマイベッド

など
- CHARA
- MEG
- たむらぱん
- 鳳山えり
- 柴田あゆみ
- 菅原紗由理

etc...
- YEN TOWN BAND（2015年）
- くるり（2015年）
- 岸谷香（2016年）